# Sten Häger
Sten Alfred Emanuel Häger, född 12 december 1869 i Tryserums socken, död 8 april 1950 i Danderyds församling, var en svensk tandläkare.

## Biografi
Sten Häger var son till kontraktsprosten Alfred Häger. Han avlade mogenhetsexamen i Norrköping 1888 och tandläkarexamen 1892. Häger företog 1892 en studieresa till Berlin, Paris och London samt var 1892–1894 förste assistent på tandfyllnadsavdelningen vid Polikliniken för tandsjukdomar i Stockholm. 1892–1944 bedrev han tandläkarpraktik i Stockholm. Häger intog en framstående ställning bland tandläkarna, och hade flera förtroendeuppdrag, bland annat var han ordförande i Svenska tandläkaresällskapet 1913–1914 och 1923–1924, i Sveriges tandläkareförbund 1908–1910 och i Stockholms tandläkareförening 1916–1918. 1914 var han officiell svensk representant vid internationella tandläkarkongressen i London. Han var 1925–1930 ordförande i Svenska kennelklubben och Svenska stövareklubben.